# Sleeping with Sirens
Sleeping with Sirens ist eine 2009 gegründete Post-Hardcore-Band aus Orlando, Florida, die von den Musikern der Gruppen We Are Defiance, For All We Know und Broadway gegründet wurde.
Die Band besteht aus Sänger Kellin Quinn, Rhythmusgitarrist Jack Fowler, E-Bassist Justin Hills. Seit Ende 2013 ist zudem Nick Martin als Leadgitarrist bei Sleeping with Sirens aktiv. Nennenswerte ehemalige Musiker der Band sind Brian Calzini, Jesse Lawson und Brandon McMaster. Calzini, welcher Sleeping with Sirens nach dessen Disput mit Paddock Park gründete, wurde nach wenigen Monaten aus der Band geworfen und durch Quinn ersetzt.
Bisher veröffentlichte die Gruppe mit With Ears to See and Eyes to Hear im Jahr 2010, Let’s Cheers to This ein Jahr später, sowie Feel im Jahr 2013 drei Studioalben, welche allesamt bei Rise Records erschienen. Ihr drittes Studioalbum, Feel, erreichte Charteinstiege in den Vereinigten Staaten, im Vereinigten Königreich und in Australien. Außerdem erschien 2012 eine Akustik-EP mit fünf Stücken unter dem Namen If You Were a Movie, This Would Be Your Soundtrack, die ebenfalls über Rise erschien. Zwischen August 2014 und November 2014 arbeitete die Gruppe ohne Plattenfirma weiter und veröffentlichte ihr viertes Studioalbum namens Madness am 17. März 2015 über Epitaph Records.
Der Musikstil der Gruppe kann im Groben der Rockmusik zugeordnet werden. In der Tat handelt es sich bei der Gruppe um eine Post-Hardcore-Band der neueren Schule. Die Musik weist auch Elemente aus dem Alternative Rock, Pop-Rock und Pop-Punk auf, wie etwa „Sing-Alongs“. Eher untypisch für eine Post-Hardcore-Band ist die seltene Verwendung von Breakdowns. Ein weiteres hervorstechendes Merkmal ist die Stimme des Frontsängers Kellin Quinn, welcher im Tenore di grazia liegt. Die Musiker schreiben ihre Liedtexte selbst und handeln meist über christliche Themen.
Im Laufe der Bandkarriere konnte die Gruppe für mehrere szenebekannte Musikpreise nominiert werden. So wurde Sleeping with Sirens in den Jahren 2013 und 2015 für einen Kerrang! Award nominiert. Bei den Alternative Press Music Awards 2014, welche vom Musikmagazin Alternative Press vergeben werden, wurden Sleeping with Sirens in mehreren Kategorien nominiert. 2015 erhielt die Gruppe einen „Skully“ für das Lied Kick Me.

## Geschichte

### Die Anfänge undWith Ears to See and Eyes to Hear
Sleeping with Sirens wurde im Jahr 2009 von dem ehemaligen Paddock-Park-Sänger Brian Calzini, nach dessen Rauswurf aus ebendieser Band, in Orlando, Florida gegründet. Etwas später stießen mit den beiden Gitarristen Brandon McMasters und Dave Aguliar, sowie dem Bassisten Paul Russell, Keyboarder Kellin Quinn und Schlagzeuger Alex Kaladjian weitere Musiker zu Calzini.
Calzini wurde noch im Gründungsjahr, nachdem die Gruppe mehrere Demo-Stücke aufgenommen hatte, aus der Gruppe geworfen und durch den bisherigen Keyboarder Quinn am Mikrofon ersetzt. Brian Calzini gründete daraufhin, die inzwischen aufgelöste Post-Hardcore-Band We Are Defiance. Er sollte später in mehreren Interviews über die Gründe seines Rauswurfs berichten. Mit Calzini verließen auch Russell, Kaladjian und Aguliar die Band. Diese wurden von Nick Trombino an der Rhythmusgitarre, Justin Hills am Bass und Gabe Barham am Schlagzeug ersetzt.
Am 23. März 2010 veröffentlichte die Gruppe mit With Ears to See and Eyes to Hear ihr Debütalbum über das US-amerikanische Plattenlabel Rise Records, nachdem die Band bereits Ende des Jahres 2009 unter Vertrag genommen wurde. Dies war das einzige Album der Gruppe mit Brandon McMasters und Nick Trombino. Sie wurden durch Jesse Lawson an der Rhythmus- bzw. durch Jack Fowler an der Leadgitarre ausgetauscht. Fowler spielte zu diesem Zeitpunkt noch bei Broadway. McMasters gründete nach seinem Ausstieg die Gruppe The Crimson Armada.

### Let’s Cheers to This

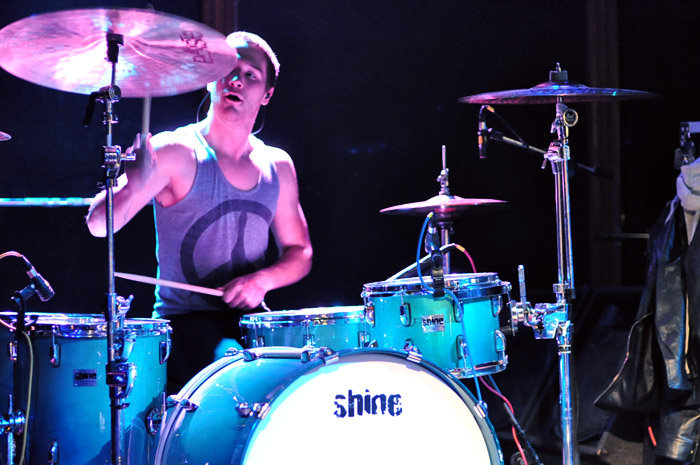
Schlagzeuger Gabe Barham im Jahr 2010

Am 7. Dezember 2010 gaben die Musiker bekannt, im Februar kommenden Jahres mit Produzent Kris Crummett das Studio beziehen zu wollen, um mit ihm an einem neuen Album zu arbeiten. Das Album, welches Let’s Cheers to This genannt wurde, erschien offiziell am 10. Mai 2011 und stieg erstmals in den offiziellen Albumcharts ein, wo es auf Platz 78 einstieg und lediglich eine Woche dort verblieb.
Zwei Monate vor Veröffentlichung von Let’s Cheers to This spielte die Band im Rahmen der Artery Across the Nation Tour eine Konzertreise durch die Vereinigten Staaten, welche unter anderem von The Amity Affliction und Of Mice & Men begleitet wurde. Sleeping with Sirens absolvierten zwischen dem 25. September und dem 13. Oktober 2011 ihre erste Europatournee, welche insgesamt 17 Konzerte umfasste und durch das Vereinigte Königreich, Frankreich, Italien, Deutschland, die Schweiz, Belgien und durch die Niederlande führte. Dabei spielte die Gruppe im Vorprogramm von I Set My Friends On Fire, Woe, Is Me und A Skylit Drive. Im November und Dezember gleichen Jahres spielte die Gruppe im Vorprogramm von We Came as Romans durch die Vereinigten Staaten. Diese Konzertreise wurde außerdem von Attila, Emmure und For All I Am begleitet. Die erste Tournee des Jahres 2012 absolvierte die Gruppe im Januar und Februar gemeinsam mit Attack! Attack!, The Ghost Inside, Dream On, Dreamer und Chunk! No, Captain Chunk!. Diese Tour führte durch Nordamerika.
Im April 2012 wurde mit If You Were a Movie, This Would Be Your Soundtrack eine Akustik-EP, welche fünf Titel umfasst, für den 26. Juni 2012 angekündigt. Die EP schaffte den Sprung auf Platz 17 in den offiziellen Albumcharts.
Den Sommer des Jahres 2012 verbrachte Sleeping with Sirens erstmals auf der kompletten Warped Tour. Zwischen dem 12. Oktober und dem 23. November 2012 war die Gruppe Teil der Collide with the Sky Tour, einem Konzertabschnitt der gleichnamigen Welttournee von Pierce the Veil, welche außerdem von Tonight Alive und Hands Like Houses begleitet wurde und durch Nordamerika führte. Pierce the Veil und Sleeping with Sirens spielten im Februar und März 2013 außerdem eine Co-Headliner-Tournee in Südostasien, welche ebenfalls Bestandteil der Collide-with-the-Sky-Welttournee war.

### Feel
Am 21. Oktober 2012 erschien mit Dead Walker Texas Ranger eine Standalone-Single als Special für Halloween. Im Januar 2013 bezogen Sleeping with Sirens das Studio, um an ihrem inzwischen dritten Studioalbum zu arbeiten. Die erste Single, die den Namen Low trägt wurde am 22. April 2013 offiziell veröffentlicht. Am selben Tag wurde außerdem das Veröffentlichungsdatum für Feel angekündigt. Feel wurde am 4. Juni 2013 auf dem Markt gebracht und verkaufte sich in der ersten Verkaufswoche knapp 60.000-mal alleine in den USA, wodurch das Album auf Platz 3 der offiziellen Albumcharts einstieg und sich insgesamt zwölf Wochen lang halten konnte. Außerdem erreichte das Album erstmals Chartnotierungen in den britischen und australischen Albumcharts, wo das Album auf Platz 36 bzw. 14 einsteigen konnte.
Bereits im August des Jahres 2012 wurde bekannt, dass die Band auf dem kompletten Soundwave Festival, welche durch fünf Städte in Australien führte, spielen würden. Das Musikfestival fand zwischen dem 23. Februar und dem 4. März 2013 statt. Eine Woche nach dem Soundwave Festival absolvierte die Band eine Konzertreise durch die Vereinigten Staaten. Zwischen dem 14. Mai und dem 1. Juni 2013 spielte Sleeping with Sirens ihre erste kleine Europatournee als Hauptband. Die Mini-Tournee führte hauptsächlich durch das Vereinigte Königreich, vereinzelt aber auch durch Deutschland, durch die Niederlande und Belgien. Auf dieser Tournee wurden fünf Konzerte aufgrund einer erhöhten Nachfrage in größere Konzerthallen verlegt. Sleeping with Sirens wurden bei den Kerrang! Awards in der Kategorie Beste Newcomer-Band nominiert, mussten jedoch Of Mice & Men den Vortritt lassen.
Den Sommer verbrachte die Band erneut auf der Warped Tour. Im September spielte die Gruppe erneut durch Europa, wobei Hands Like Houses, The Summer Set und The Getaway Plan im Vorprogramm auftraten. Direkt im Anschluss bespielte die Gruppe erneut das Vereinigte Königreich. Bereits auf dieser Tournee wurde Jesse Lawson, welcher etwas später seinen Rücktritt aus der Band ankündigte, durch Nick Martin zunächst als Session-Musiker an der Leadgitarre ersetzt. Martin wurde später als fester Gitarrist der Gruppe bestätigt. Lawson hat später eine Solo-Musikkarriere gestartet, eine EP und ein Album veröffentlicht. Nach der Tournee durch das Vereinigte Königreich bespielte die Band erneut die Vereinigten Staaten, wobei die Gruppe von Memphis May Fire, Breathe Carolina, Issues und Our Last Night begleitet wurden.

### Madness
Am 29. Mai 2014 berichtete das US-amerikanische Musikmagazin Alternative Press, dass sich die Band wieder im Studio befinde um an ihrem vierten Album zu arbeiten, wobei sich der Redakteur auf eine Mitteilung von Sänger Kellin Quinn auf dessen Twitter-Profil berief. Im August 2014 gab die Gruppe bekannt, keinen neuen Plattenvertrag mit Rise Records unterschrieben zu haben und als Independent-Band arbeiten wolle. Am 10. November veröffentlichte die Gruppe mit Kick Me die erste Singleauskopplung und gab bekannt, bei Epitaph Records untergekommen zu sein. Ursprünglich war geplant, das Album in Eigenregie veröffentlichen zu wollen aber die Musiker entschieden sich zu einer Zusammenarbeit mit Epitaph Records, weil sie das Album zu gut fanden, um so ein Risiko einzugehen. Am 22. Januar 2015 folgte mit Go, Go, Go die zweite Single. Zudem wurde das inzwischen vierte Studioalbum der Band vorgestellt. Dieses heißt Madness und erschien 16. März 2015 in Europa und einen Tag später weltweit. Auch Madness stieg international in den Charts ein.
Sleeping with Sirens waren bei der ersten Verleihung der Alternative Press Music Awards in vier Kategorien nominiert, darunter als Künstler des Jahres, für den Besten Sänger und das Beste Album für Feel. Allerdings gewann die Gruppe in keiner Kategorie. Für das Stück Kick Me, welches bei den zweiten Alternative Press Music Awards nominiert wurde, gewann die Band den Preis für die Beste Single. Außerdem wurde die Gruppe bei den Kerrang! Awards 2015 in der Kategorie der Besten Internationalen Band nominiert.
Am 4. November 2014 startete die Band eine Co-Headliner-Tournee mit Pierce the Veil im Rahmen einer gemeinsamen Welttournee, welche nach 70 gespielten Konzerten, darunter dem SelfHelp Fest in San Bernardino (Kalifornien), am 11. April 2015 in London im Vereinigten Königreich endete. Zwischen dem 11. und 23. August 2015 spielte die Band erstmals eine Tournee durch Südamerika, welche Argentinien, Brasilien, Chile und Mexiko führte. Etwa einen Monat später folgte eine Tournee durch Australien und Neuseeland. Zwischen Oktober und November 2015 war die Band mit One Ok Rock im Vorprogramm von All Time Low auf deren Future Hearts Tour in Nordamerika zu sehen. Am 20. Februar 2016 startet die Gruppe eine Europatournee (zusammen mit Beach Weather, This Wild Life und Mallory Knox), welche am 6. März 2016 endet.

### GossipundAcoustic and Unplugged
Am 8. Januar 2016 wurde bekannt, dass die Gruppe an einem neuen Album arbeitet. Außerdem wurde ein Akustikalbum angekündigt. Dieses heißt Acoustic and Unplugged und wurde am 16. April 2016 veröffentlicht. Es enthält 15 Lieder aus verschiedenen Alben der Gruppe. Es stieg auf Platz 174 in den US-amerikanischen Albumcharts ein. Mitte Juli 2017 wurde mit Legends ein neues Lied veröffentlicht und das fünfte Album, das den Namen Gossip trägt, für den 22. September 2017 angekündigt.
Im Februar und März 2016 absolvierte Sleeping with Sirens eine Europatournee, welche von Mallory Knox, This Wild Life und Beach Weather begleitet wurde. Aufgrund von schwierigen familiären Umständen sagte Gitarrist Justin Hills eine Teilnahme an dieser Konzertreise ab. Er wurde für diese Tournee von dem Session-Musiker Alex Howard an der Gitarre ersetzt.
Die Gruppe wurde in der Nacht des 23. März 2016 für die komplette Warped Tour angekündigt. Die Band plante, auf der Warped Tour auch ältere Stücke zu spielen. Wenige Tage nach dem Ende der Warped Tour wurde für den Zeitraum von November bis Dezember eine Tournee durch die Vereinigten Staaten angekündigt, bei der State Champs und Tonight Alive im Vorprogramm zu sehen sind. Vor dieser Tournee absolviert die Band im August 2016 erstmals Auftritte auf dem Pukkelpop und den Lowlands. Außerdem spielt die Gruppe auf den Reading and Leeds Festivals, wo sie bereits das zweite Mal auftritt, dabei spielt die Gruppe erstmals auf der Hauptbühne.

### How It Feels to Be Lost
Am 21. Juni 2019 gab die Band bekannt, bei Sumerian Records unterschrieben zu haben und kündigten ihr neues Album How It Feels to Be Lost für den 6. September gleichen Jahres an.

## Stil

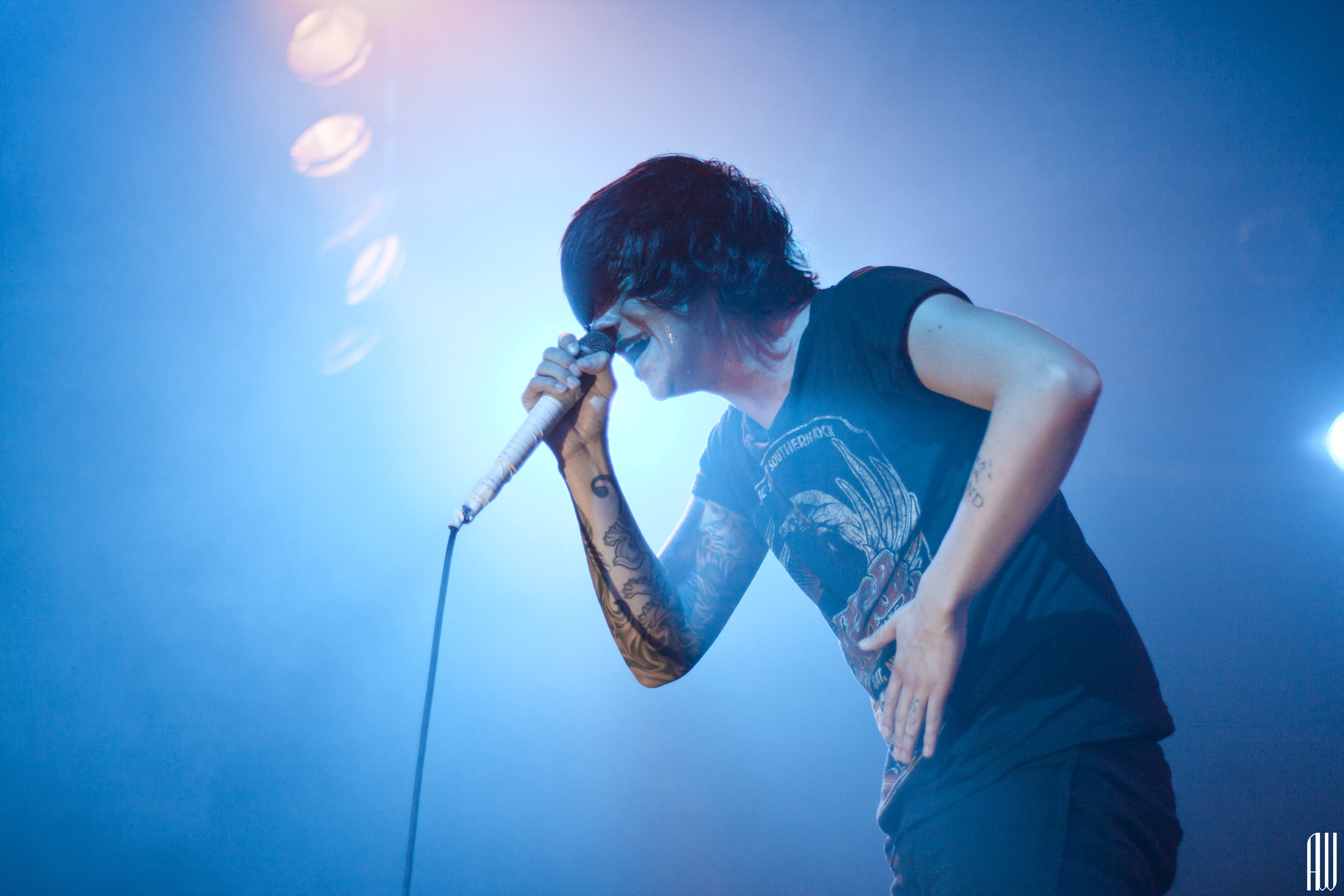
Sleeping with Sirens (im Bild Sänger Kellin Quinn) während der „Collide with the Sky Tour“ im November 2012

### Musik
Die Gruppe selbst beschreibt ihren Musikstil als Rock. In ihren Stücken versuchen die Musiker so wenig Breakdowns wie möglich anzuwenden. Die Texte werden von der Band selbst geschrieben und auf englischer Sprache verfasst. Der Klargesang von Kellin Quinn erinnert an Anthony Green von Circa Survive. Der Musikstil kann im Groben als Post-Hardcore beschrieben werden. Screams und Klargesang wechseln sich zumeist ab, wobei der Klargesang von Kellin Quinn in den meisten Stücken der Band überwiegt. Auch weist die Musik der Gruppe Elemente aus dem Alternative Rock, dem Pop-Rock und dem Pop-Punk (etwa klassische so genannte „Sing-Alongs“) auf. Billboard beschreibt den Musikstil der Gruppe in ihrer Bandbiografie als einen Mix aus Metalcore und Emo.

### Texte
Die Gruppe, die ihre Texte selbst verfasst, verarbeiten in ihren Songs meist christliche Thematiken. In einem Interview mit dem US-amerikanischen Portal AbsolutePunk.net hieß es zum Beispiel, dass das Album Let’s Cheers to This ursprünglich den Namen Who Are You Now? tragen sollte, was eine christliche Bedeutung hat. Nachdem die Musiker herausfanden, dass die Gruppe The Providence bereits ein Album gleichen Namens veröffentlicht haben, wurde der Arbeitstitel in den heutigen Namen des Albums umbenannt.
Das Stück Do It Now, Remember It Later hingegen soll eine Art ausgestreckter „Mittelfinger“ sein, der sich an alle Personen richtet, die aufgrund des Musikstils und der Texte gegen die Band wettern. Kellin Quinn beschrieb in einem Interview mit dem Online-Musikportal AbsolutePunk.net, dass sie nicht Musik für andere, sondern für sich selbst schreiben würden.

“It's about everyone's opinion about our band. It's the middle finger to everybody [that has a negative opinion]; we're going to make the music we're going to make. We don't make music for anyone else, we make music for ourselves; if fans like to listen to it, then thats's great -- that's the cherry on top of the cake. But I think that if you're not making music that you want to make, then you're not doing the right thing. So that's what that song stands for, doing what you want to do and not worrying about what people think about you.”

In einem Interview mit dem deutschen Fuze Magazine antwortete er auf die Frage, welche Rolle der christliche Glauben in seinem Leben spiele, dass dieser ein Teil von ihm sei, allerdings als Gefühl und nicht als Praxis. Auch sagte er, dass Sleeping with Sirens keine christliche Rockband sei und das Label nicht zu der Gruppe passe.

## Tourneen
Sleeping with Sirens sind eine der wenigen Gruppen, die bei ihren Auftritten auch Akustik-Sets unterbringen. Laut Kellin Quinn spielte die Gruppe ihre Akustik-Stücke bei ersten Konzerten hauptsächlich nach ihrem Haupt-Set.
Sleeping with Sirens spielte im Laufe ihrer Karriere vermehrt in Nordamerika, Europa und Australien. Auch in Südostasien und in Südamerika war die Gruppe bereits zu sehen. Dabei spielte das Quintett auf den Reading and Leeds Festivals, auf dem Soundwave Festival, der Warped Tour und auf dem Slam Dunk Festival. Auf ihren Konzertreisen war die Band bereits mit Gruppen, wie Pierce the Veil, Bring Me the Horizon, Tonight Alive, Memphis May Fire, The Color Morale und The Amity Affliction zu sehen.

## Diskografie
Studioalben

| Jahr | Titel Musiklabel                               | Höchstplatzierung, Gesamtwochen, AuszeichnungChartplatzierungen (Jahr, Titel, Musiklabel, Platzierungen, Wochen, Auszeichnungen, Anmerkungen) | Höchstplatzierung, Gesamtwochen, AuszeichnungChartplatzierungen (Jahr, Titel, Musiklabel, Platzierungen, Wochen, Auszeichnungen, Anmerkungen) | Anmerkungen                              |
| Jahr | Titel Musiklabel                               | UK | US | Anmerkungen                              |
| ---- | ---------------------------------------------- | --- | --- | ---------------------------------------- |
| 2010 | With Ears to See and Eyes to Hear Rise Records | — | — | Erstveröffentlichung: 23. März 2010      |
| 2011 | Let’s Cheers to This Rise Records              | — | US78 Gold · (1 Wo.)US | Erstveröffentlichung: 10. Mai 2011       |
| 2013 | Feel Rise Records                              | UK36 (1 Wo.)UK | US3 (12 Wo.)US | Erstveröffentlichung: 14. Juni 2013      |
| 2015 | Madness Epitaph Records                        | UK26 (3 Wo.)UK | US13 (5 Wo.)US | Erstveröffentlichung: 13. März 2015      |
| 2017 | Gossip Warner Bros. Records                    | — | US38 (1 Wo.)US | Erstveröffentlichung: 22. September 2017 |
| 2019 | How It Feels to Be Lost Sumerian Records       | — | US92 (1 Wo.)US | Erstveröffentlichung: 6. September 2019  |
| 2022 | Complete Collapse Sumerian Records             | — | — | Erstveröffentlichung: 14. Oktober 2022   |

## Auszeichnungen
- Alternative Press Leservoting
  - 2012: Artist of the Year, Dritter Platz[66]
  - 2012: Best Live Band of the Year, Dritter Platz[67]
  - 2012: Song of the Year, Dritter Platz für Roger Rabbit[68]
  - 2012: Most Overrated Band of the Year, Dritter Platz[69]
  - 2012: Vocalist of the Year, Sieger[70]
  - 2012: Bassist of the Year, Dritter Platz für Justin Hills[71]
  - 2012: Best Cover Art of the Year, Dritter Platz für If You Were a Movie, This Would Be Your Soundtrack[72]
  - 2013: Artist of the Year, Gewonnen[73]
- Kerrang! Awards
  - 2013: Beste Liveband (nominiert)
  - 2015: Beste internationale Band (nominiert)
- Alternative Press Music Awards
  - 2014: Künstler des Jahres (nominiert)
  - 2014: Bestes Album für Feel (nominiert)
  - 2014: Bestes Lied für Alone (feat. Machine Gun Kelly) (nominiert)
  - 2014: Bester Sänger für Kellin Quinn
  - 2015: Beste Single für Kick Me (gewonnen)